# Senokos, Blagoevgrad
Senokos (în bulgară Сенокос) este un sat situat în partea de sud-vest a Bulgariei în Regiunea Blagoevgrad. Aparține administrativ de comuna Simitli. La recensământul din 2001 avea o populație de 60 locuitori.

## Demografie
Componența etnică a satului Senokos
     Bulgari (87,5%)
     Nicio identificare (12,5%)
     Altele (0%)
La recensământul din 2011, populația satului Senokos era de 40 locuitori. Din punct de vedere etnic, majoritatea locuitorilor (87,5%) erau bulgari. Pentru 12,5% din locuitori nu este cunoscută apartenența etnică.